# Coquimbito
Coquimbito är en ort i Argentina.   Den ligger i provinsen Mendoza, i den centrala delen av landet, 1 000 km väster om huvudstaden Buenos Aires. Coquimbito ligger 761 meter över havet och antalet invånare är 15 678.
Terrängen runt Coquimbito är lite kuperad. Runt Coquimbito är det tätbefolkat, med 257 invånare per kvadratkilometer.. Närmaste större samhälle är Mendoza, 11,1 km nordväst om Coquimbito.
Runt Coquimbito är det i huvudsak tätbebyggt.